# Lars Arnell den äldre
Lars Arnell, född den 25 mars 1689, död den 5 januari 1742, var en svensk präst och riksdagsman. 

## Biografi
Arnell var son till superintendenten i Karlstad Jonas Laurentii Arnell och Helena Adlerberg samt dotterson till ärkebiskop Olaus Swebilius. Han blev filosofie magister i Uppsala 1713, kyrkoherde i franska församlingen i Stockholm 1721 samt i Jakobs och Johannes församling 1728. Arnell, som åtnjöt stort anseende som präst, deltog i samtliga riksdagar 1726–41 och intog en inflytelserik ställning i prästeståndet, där han energiskt motarbetade hattarnas krigiska äventyrspolitik.
Arnell var gift med Johanna Kolthoff, vars far prosten Henric Kolthoff i Sala socken var kunglig hovpredikant och vars mor tillhörde adliga ätten Cronström. Barnen adopterades på farbroderns adliga namn och nummer. Ett barnbarn var landshövdingen Lars Arnell den yngre.